# Belatacept
Belatacept (tên thương mại Nulojix) là một protein phản ứng tổng hợp bao gồm các đoạn Fc của một immunoglobulin IgG1 con người liên quan đến lĩnh vực ngoại bào của CTLA-4, mà là một phân tử quan trọng trong việc điều tiết tế bào T costimulation, chọn lọc chặn quá trình này kích hoạt tế bào T. Nó được dự định để cung cấp cho sự ghép kéo dài và ghép  trong khi hạn chế độc tính được tạo ra bởi chế độ ức chế miễn dịch tiêu chuẩn, như thuốc ức chế calcineurin. Nó khác với abatacept (Orencia) chỉ bởi 2 amino acid.
Belatacept được phát triển bởi Bristol-Myers-Squibb và được Cục Quản lý Thực phẩm và Dược phẩm Hoa Kỳ phê duyệt vào ngày 15 tháng 6 năm 2011.